# 윤계정
윤계정(尹繼丁, 1430년 ~ 1450년 ~ 1530년 ~ 1550년)은 조선의 문신이며 윤변의 할아버지이자 윤두수의 증조할아버지로 윤희림의 아버지였다. 본관은 해평이다. 대한민국 4대 대통령인 윤보선의 13대조부이다.